# Matúš Bero
Pour les articles homonymes, voir Bero.
Matúš Bero, né le 6 septembre 1995 à Ilava, est un footballeur international slovaque. Il évolue au poste de milieu droit au club du VfL Bochum.

## Carrière

### En club
Voici la traduction en français :
Bero a commencé sa carrière professionnelle à AS Trenčín,. Bero a fait ses débuts avec l’équipe première le 21 juillet 2013 lors du match de la Corgoň Liga contre Spartak Trnava.
Au début de la 2016–17 Süper Lig, Bero a été transféré à Trabzonspor pour 2,5 millions d’euros.
Le 3 juillet 2018, Bero a accepté de rejoindre le club Eredivisie Vitesse avec un contrat de quatre ans,,. Le 18 novembre 2021, il a prolongé son contrat avec le club jusqu’en 2023 avec une option pour une année supplémentaire. Le 27 juin 2023, Bero a signé un contrat de trois ans avec l’équipe de Bundesliga VfL Bochum.

### En sélection
Avec les moins de 19 ans, il inscrit un triplé contre la Grèce le 17 novembre 2013 (match nul 3-3). Cette rencontre rentre dans le cadre des éliminatoires du championnat d'Europe des moins de 19 ans 2014.
Il honore sa première sélection le 27 mai 2016 lors d'un match amical contre la Géorgie.
Le 7 juin 2024, il figure dans la liste des 26 joueurs slovaques retenus par Francesco Calzona pour participer à l'Euro 2024.

## Statistiques
| Saison                | Club                  | Championnat           | Championnat | Championnat | Coupe(s) nationale(s) | Coupe(s) nationale(s) | Compétition(s) continentale(s) | Compétition(s) continentale(s) | Compétition(s) continentale(s) | Slovaquie | Slovaquie | Total | Total |
| Saison                | Club                  | Division              | M.          | B.          | M.                    | B.                    | Comp.                          | M.                             | B.                             | M.        | B.        | M.    | B.    |
| 2013-2014             | AS Trenčín            | Corgoň Liga           | 26          | 3           | 0                     | 0                     | C3                             | 1                              | 0                              | -         | -         | 27    | 3     |
| 2014-2015             | AS Trenčín            | Fortuna Liga          | 18          | 5           | 5                     | 0                     | C3                             | 0                              | 0                              | -         | -         | 23    | 5     |
| 2015-2016             | AS Trenčín            | Fortuna Liga          | 30          | 15          | 5                     | 1                     | C1                             | 2                              | 1                              | 1         | 0         | 38    | 17    |
| 2016-2017             | AS Trenčín            | Fortuna Liga          | 3           | 0           | -                     | -                     | C1+C3                          | 4+0                            | 1+0                            | -         | -         | 7     | 1     |
| Sous-total            | Sous-total            | Sous-total            | 77          | 23          | 10                    | 1                     | -                              | 7                              | 2                              | 1         | 0         | 95    | 26    |
| 2016-2017             | Trabzonspor           | Süper Lig             | 9           | 0           | 1                     | 0                     | -                              | -                              | -                              | -         | -         | 10    | 0     |
| Sous-total            | Sous-total            | Sous-total            | 9           | 0           | 1                     | 0                     | -                              | -                              | -                              | -         | -         | 10    | 0     |
| Total sur la carrière | Total sur la carrière | Total sur la carrière | 86          | 23          | 11                    | 1                     | -                              | 7                              | 2                              | 1         | 0         | 105   | 26    |